# ليستر بيل
يعد ليستر بيل (1903- 1969)، من رواد التصميم الجرافيكي الحديث في الولايات المتحدة الأمريكية. أُشيد باستخدامه الواضح والموجز للطباعة سواء في الولايات المتحدة الأمريكية أو خارجها. وطوال حياته المهنية، كان يستخدم بيل الألوان الأساسية الجريئة والأسهم والخطوط التوضيحية بأسلوب جرافيكي والذي أصبح من السهولة التعرف عليه كاسلوب خاص ولمسة معروفه له تميز أعماله.

أنتقل بيل في نهاية المطاف إلي ريف نيويورك، وأنشأ مكتب ومنزل في مبنى كان يطلق عليه هو وعائلته اسم «مزرعة دومبارتون». وظل بيل في المزرعة حتي وفاته عام 1969م

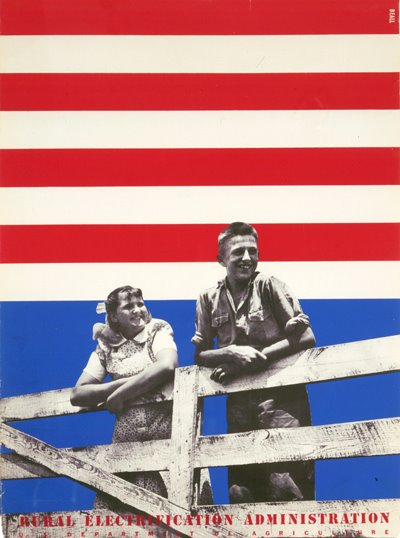
ملصق ليستر بيل مقدم لإدارة الكهرباء الريفية، عام 1934م.

## النشأة
ولد ليستر توماس بيل في مدينة كانساس، بولاية ميسوزي. وقد أنتقلت عائلته مبكرأ إلي سانت لويس، بميسوزي ثم انتقلت لاحقاً إلي شيكاغو بولاية إلينوي. درس بيل في جامعة شيكاغو تخصص تاريخ الفن، كما كان نشطاً في فريق مسار الأسكواش الذي كان يديره المدرب آموس ألونزو ستاج.
حصل بيل على دورات في معهد شيكاغو للفنون. وبعد فترة قصيرة من العمل التجريبي والمهني في شيكاغو، انتقل بيل إلي نيويورك عام 1935م. وأسس في العام التالي منزله/ مكتبه في ويلتون بولاية كونيتيكت.
ووفقاً للسيرة الذاتية الخاصة ببيل في المعهد الأمريكي للفنون التصويرية الموجودة علي الإنترنت والمنشورة من قبل روجر ريمنجتون: "أنتج بيل خلال الثلاثينات والأربعينات من القرن العشرين أعمال مبتكرة ومتميزة للعملاء بما في ذلك جريدة شيكاغو تريبيون، وشركة "Sterling Engraving"، ونادي مديري الفن بنيويورك، هيرام ووكر، ومختبرات أبوت، ومجلة تايم الأمريكية. وقد كان عمله في شركة كرويل للنشر ذو أهمية خاصة والذي أثمر عن مجلة كوليرز.
كانت أغلفته الترويجية «هل سيكون هناك حرب؟»، و«كابوس هتلر» ذات تصميمات قوية استخلصت الرسائل الضمنية لذلك الوقت.

## أسلوب
استخدم في تلك الأعمال عناصر منتقاة، وأسهم فريدة، وصور ظلية «سلويت» والاشكال الديناميكية، والتي جسدت جميعها جوهر الأسلوب الشخصي الخاص به في أواخر الثلاثينات من القرن العشرين. ولقد كانت سلسلة الملصقات البارزة لإدارة الكهرباء الريفية التابعة لحكومة الولايات المتحدة الأمريكية محط أنظار في تلك الفترة.
وفي مايو 2007م، أنشأت معارض سوان في نيويورك مزادا علنيا لملصق تجميع الصور الخاص ببيل 1939م للترويج لحملة إدارة الكهرباء الريفية من أجل مد الريف الأمريكي بالكهرباء. وتعد الصورة الشهيرة التي تتميز بولد وفتاة صغيرة يبتسمون ويتطلعون إلي المستقبل بينما يتكئون علي السياج الخشبي المحيط بمزرعتهم من أهم تصميماته. ولقد تم بيع هذه اللوحة مقابل 38.400 دولار أمريكي.  

## وصلات خارجية
- AIGA medalist biography
- Communication Arts biography
- Art Directors Club biography and images of work نسخة محفوظة 15 ديسمبر 2013 على موقع واي باك مشين.
- A Guide to Lester Beall, an online reproduction of an exhibition guide for the A-D Gallery, November 9–December 31, 1945.
- Running Water poster, in the collection of MoMA